# Solanum laciniatum
Solanum laciniatum là loài thực vật có hoa trong họ Cà. Loài này được Aiton miêu tả khoa học đầu tiên năm 1789.